# Cathédrale de l'Immaculée-Conception de Mobile
Pour les articles homonymes, voir Cathédrale de l'Immaculée-Conception.
La cathédrale de l'Immaculée-Conception est la cathédrale catholique de l'archidiocèse de Mobile aux États-Unis, dans l'Alabama. Elle est consacrée à la Vierge Marie sous le vocable de Notre-Dame de l'Immaculée-Conception et inscrite au Registre national des lieux historiques.

## Historique
La paroisse catholique de Mobile a été érigée en 1703 par l'évêque de Québec, Mgr de Chevrières de Saint-Vallier, première paroisse à se trouver sur la Côte du Golfe, alors en Louisiane française. Il la confie au curé Roulleaux de La Vente. Cette paroisse francophone se situe dans la colonie de Mobile qui appartient à la citadelle de fort Louis de la Louisiane. Les colons de Mobile se réinstallent en 1711 à l'emplacement actuel et ils construisent une église sous le vocable de Notre-Dame-de-la-Mobile. Elle est attribuée à Notre-Dame de l'Immaculée-Conception en 1783, lorsque les troupes espagnoles occupent la colonie de Mobile.
Mobile est élevée au rang de diocèse en 1829 avec un évêque né en France à sa tête, Mgr Portier (1795-1859). La première cathédrale n'est alors qu'une modeste église de bois et il décide d'en faire bâtir une nouvelle.

## Architecture
Mgr Portier confie les plans de la cathédrale à un ancien séminariste devenu architecte, Claude Béroujon, qui dessine une basilique à la romaine. La construction débute en 1835, mais la panique de 1837 retarde le financement et les travaux. Elle n'est consacrée par Mgr Portier qu'en 1850. Le portique et les tours jumelles ne seront terminées que plus tard. Le portique dorique hexastyle est commandé par Mgr John Quinlan (en) (1826-1883), deuxième évêque de Mobile, dans les années 1870. Les tours sont ajoutées en 1884 sous l'épiscopat de Mgr Jeremiah O'Sullivan (en).

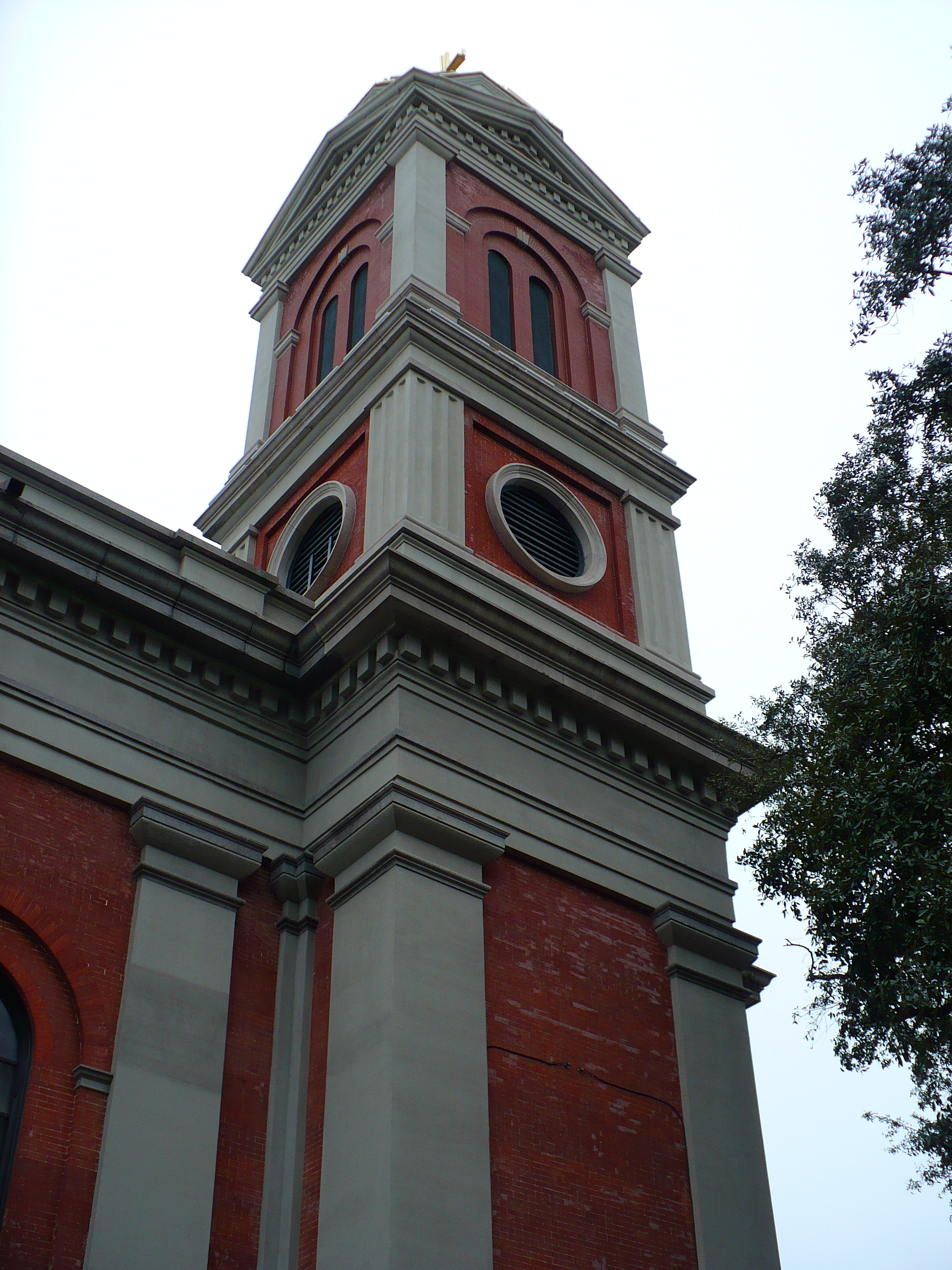
Tour sud de la cathédrale en 2009

L'édifice, qui est orienté, mesure 50 m de longueur, 27 m de largeur et 18 m de hauteur. Ses tours s'élèvent à 31 m.

## Vitraux
Les vitraux constituent l'intérêt artistique majeur de la cathédrale. Ils ont été commandés à la firme munichoise Franz Mayer & Co
et mis en place à partir de 1890, jusqu'en 1910, sous l'épiscopat de Mgr Edward Patrick Allen (en).
Les douze vitraux principaux, six au mur nord et six au mur sud, mesurent environ 2,4 m de large et 7 m de haut et représentent chacun un épisode de la vie de la Vierge en lien avec son Fils. Ceux du sud dépeignent son Immaculée Conception, la Présentation de Jésus au Temple, l'Annonciation, la Visitation, la Nativité de Jésus et la Sainte Famille. Ceux du nord dépeignent le Recouvrement de Jésus au Temple, les Noces de Cana, la Crucifixion de Jésus, la Pentecôte, l'Assomption, le Couronnement de la Vierge, Reine du Ciel.
Deux grands vitraux se trouvent sous les tours flanquant le portique. L'un représente le Baptême de Jésus au nord, et au sud l'autre représente sainte Cécile, patronne des musiciens.
Des vitraux plus petits se trouvent derrière l'entrée principale. Ils représentent de gauche à droite saint Augustin, Notre-Dame du Mont-Carmel, la Présentation de Marie au Temple, saint Louis, saint Patrick, Notre-Dame de l'Immaculée-Conception, sainte Agnès, le Sacré-Cœur. Au-dessus des quatre portes du milieu, on peut admirer le vitrail du Saint-Esprit.

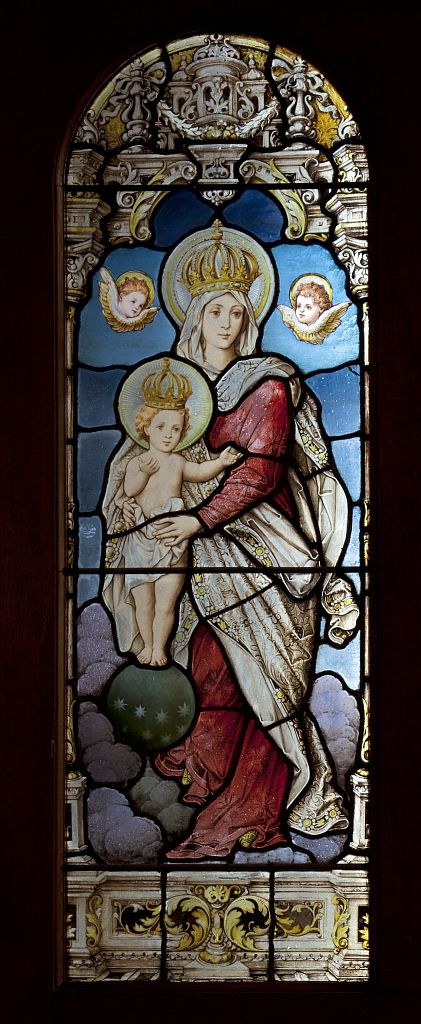
Vitrail de la Vierge couronnée
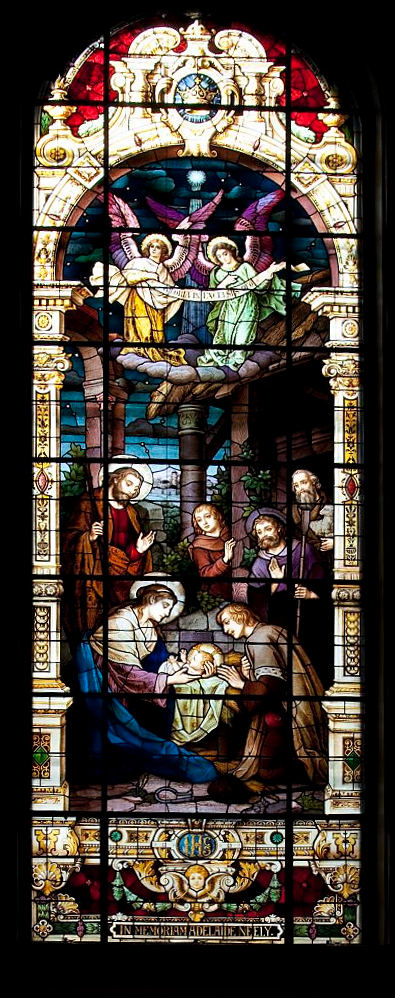
Vitrail de la Nativité
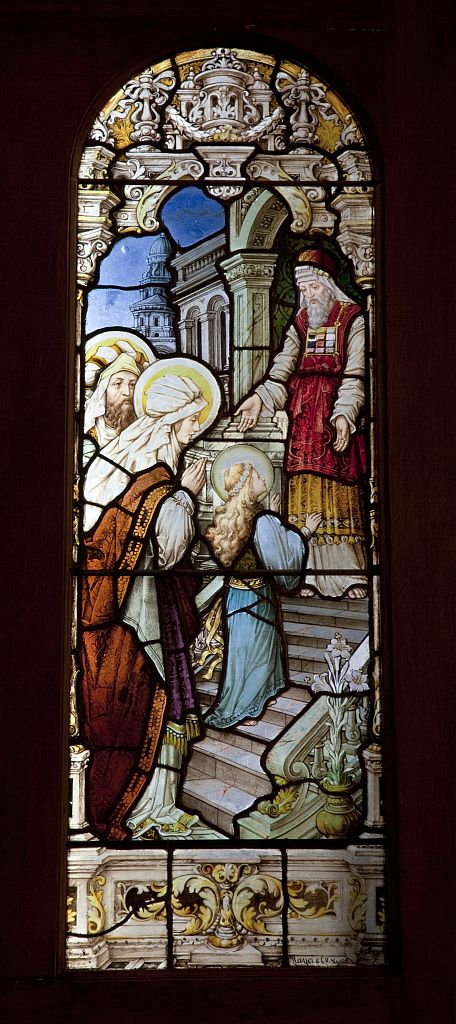
Vitrail de la Présentation de Marie au Temple
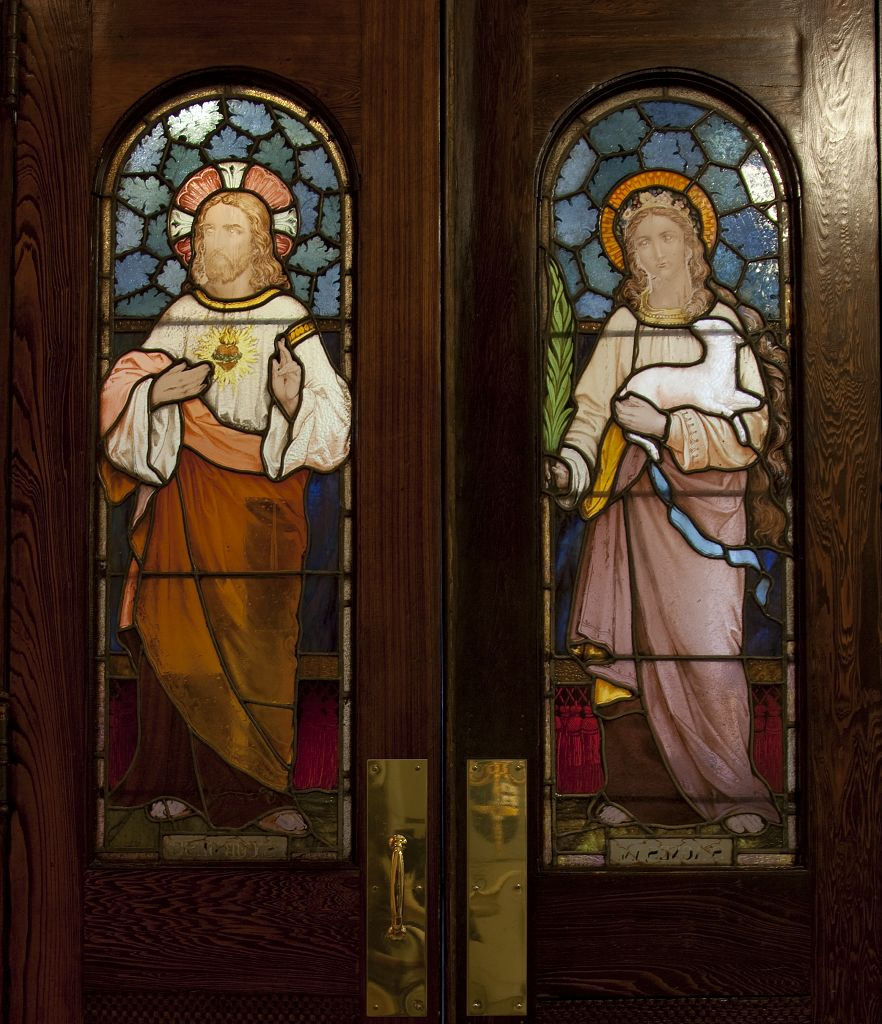
Vitraux représentant le Sacré-Cœur de Jésus et sainte Agnès
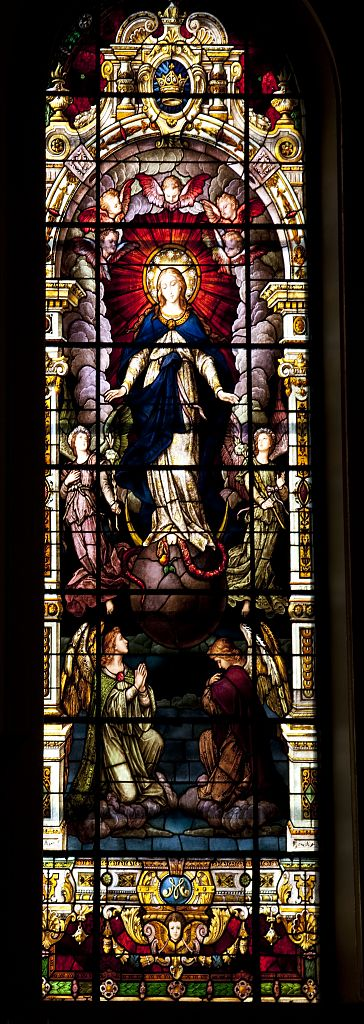
Vitrail de l'Immaculée Conception

## Aujourd'hui

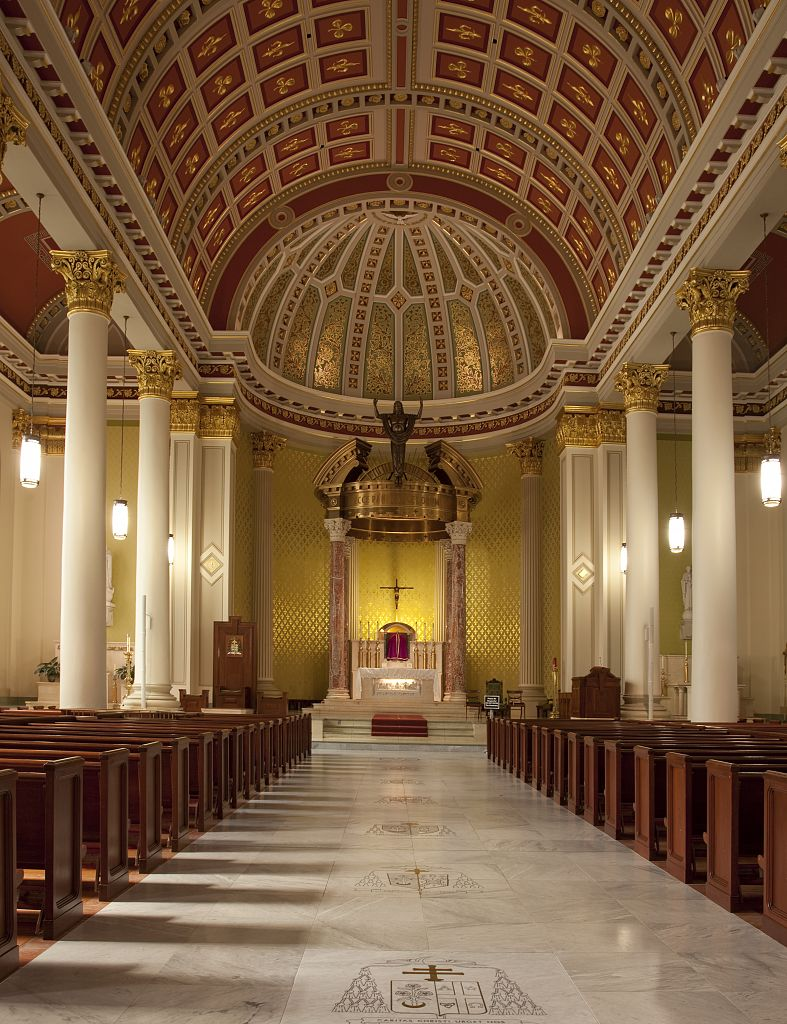
Intérieur de la cathédrale

La cathédrale a été restaurée en 1954 (les vitraux sont réparés à Munich chez Franz Mayer & Co., un baldaquin de bronze est ajouté au-dessus du maître-autel et les orgues sont remplacées) et dans les années 2000. L'intérieur est réaménagé dans les années 1970 en conformité avec les nouvelles dispositions post-conciliaires: la table de communion est ôtée et un autel face au peuple installé.
La cathédrale est élevée par Jean XXIII au rang de basilique mineure en 1962.

## Source
- (en) Cet article est partiellement ou en totalité issu de l’article de Wikipédia en anglais intitulé « Cathedral Basilica of the Immaculate Conception (Mobile, Alabama) » (voir la liste des auteurs).